# 西尤寧鎮區 (明尼蘇達州托德縣)
西尤寧鎮區（英語：West Union Township）是位於美國明尼蘇達州托德縣的一個行政鎮區，於1867年3月12日設立。

## 地方資料
西尤寧鎮區的面積為76.50平方千米，當中陸地面積為74.50平方千米，而水域面積為2.00平方千米。根據2020年美國人口普查的數據，當地共有人口264人，而人口密度為每平方千米3.45人。